# George Alfred Henty
George Alfred Henty (født 8. december 1832 i Trumpington, Cambridgeshire, død 16. november 1902 i Weymouth, Dorset) var en engelsk journalist og forfatter. 
Efter at have forladt Cambridge uden at tage nogen eksamen deltog Henty som frivillig i Krimkrigen, hvorfra han sendte skildringer af Sebastopols belejring til Morning Advertiser. Henty knyttedes senere til Standard og deltog som krigskorrespondent i alle de følgende europæiske krige. Som forfatter har han skrevet en række drengebøger: A Search for a Secret, Out on the Pampas (1871), Young Franc-Tireurs (1872), The Queen's Cup (1897), Colonel Thorndyke's Secret (1898).